# 이규정 (목사)

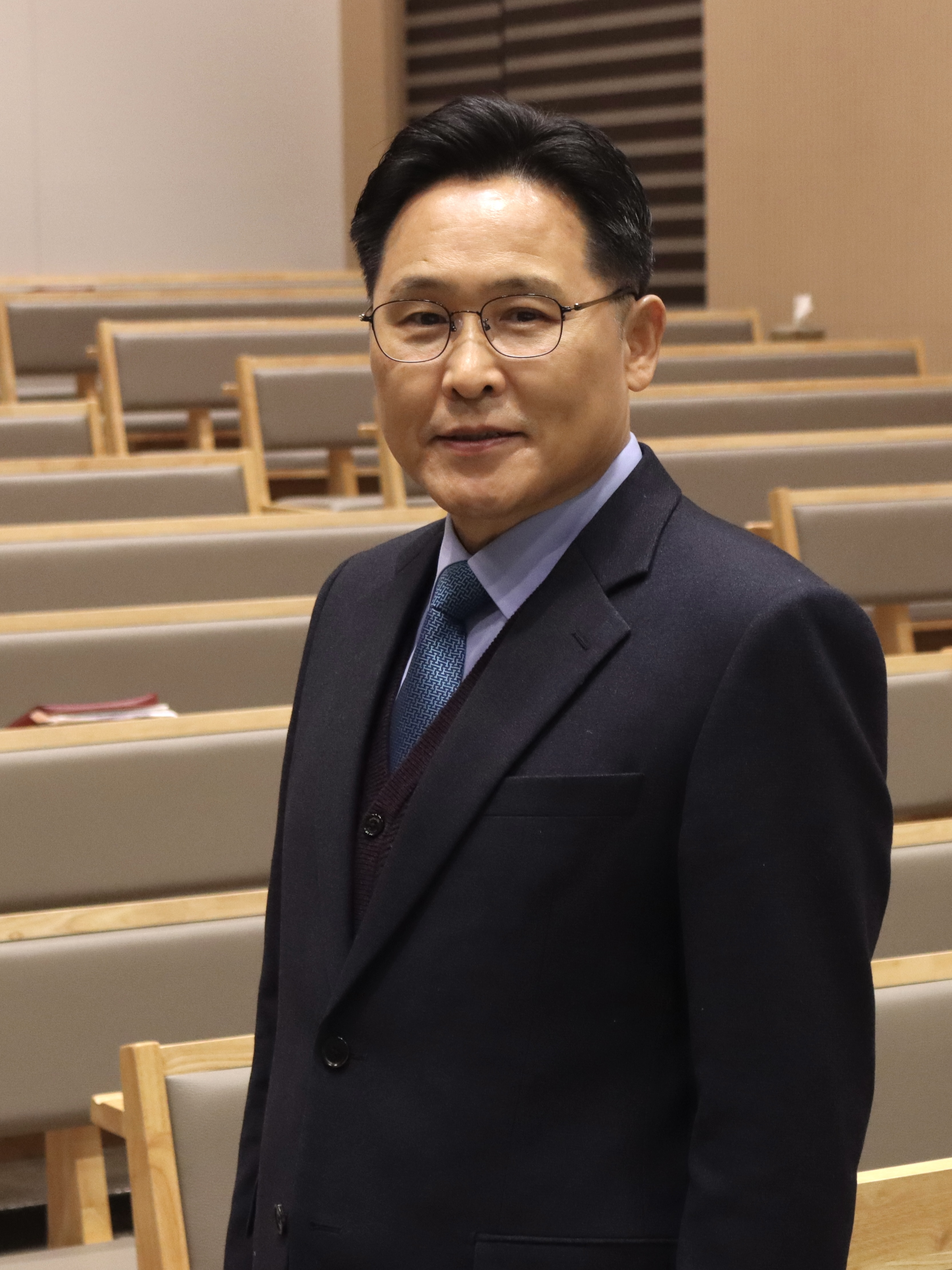
이규정 목사

이규정은 대한민국의 개신교 목사로, 동대천교회 위임목사이다. 
계명대학교, 장로회신학대학원, 연세대학교 대학원을 수학했다. 
보령시기독교역사문화선교사업회 운영이사, 보령시해양경찰서 경목으로도 활동하고 있다.